# Akissi Delta
Akissi Delta, née Akissi Delphine Loukou, est une actrice, réalisatrice et productrice ivoirienne, d'ethnie Baoulé, née à Dimbokro le 5 mars 1960.

## Biographie

### Jeunesse
Akissi Delta est née à Dimbokro le 5 Mars 1960, dans la région du N’Zi-Comoé
.
Analphabète de la langue française, elle n'est jamais scolarisée. Elle vit avec sa tante.

### Carrière
Elle commence sa vie professionnelle comme danseuse en 1974. Elle enchaîne divers métiers alimentaires, de femme de ménage à danseuse, en passant par les poses photos dans des magazines,.
Elle entame sa carrière cinématographique en 1977. Elle est découverte par Léonard Groguhet, comédien et fondateur de la troupe Comment ça va ?. Il apprécie la personnalité de la jeune fille qui est une « fonceuse ». L’émission, qui fait d’elle une star, est interrompue en 1994. Avec les anciens de Comment ça va ?, elle crée une émission Qui fait ça ? qui parle avec humour de la vie quotidienne en Côte d'Ivoire. Le 10 janvier 2000, Loukou Delphine est renvoyée du groupe de Qui fait ça.
Delta joue pour des réalisateurs africains, notamment les ivoiriens Henri Duparc et Roger Gnoan Mbala. Henri Duparc, dans Rue Princesse, écrit même un rôle sur mesure pour elle. Elle réalise aussi un feuilleton populaire, dans lequel elle joue également, intitulé Ma Famille. Elle réalise une autre série télévisée, Le secret d’Akissi, où elle s'inspire de sa propre vie. En 2016, reprenant la trame de Ma famille, elle tourne une nouvelle série intitulée Ma grande famille,,.

## Vie privée
Akissi Delta est célibataire sans enfant.

## Témoignage
La comédienne Kady dit à son égard « C’est une grande artiste et comédienne. Je sais qu’elle n’a pas fait d’études et elle réussit à jouer mieux que ceux qui sont bardés de diplômes et qui ont roulé leur bosse sur les planches. Pour moi Akissi Delta est une étoile fulgurante ».

## Filmographie (sélection)

### Actrice
- 1980-1994: Comment ça va? créée par Léonard Groguhet
- 1988: Bal Poussière  d'Henri Duparc, avec les acteurs Thérèse Taba, Bakary Bamba, Bagnon, Naky Sy Savane
- 1988: Bouka (film de Roger Gnoan Mbala)
- 1990: Qui fait ça ? (série télévisée avec Djuedjuessi, Bagnon, Wabehi Amélie, Gazeganon, Zago...)
- 1992: Joli cœur d'Henri Duparc
- 1993: Rue Princesse  d'Henri Duparc
- 1994: Afrique, mon Afrique d'Idrissa Ouedraogo
- 1998: Mami Wata  de C.J. Obasi
- 2002: Ma famille
- 2005: Caramel d'Henri Duparc

### Réalisatrice
- 2002 : Ma Famille  avec Michel Bohiri, Clémentine Papouet, Angéline Nadié, Josiane Yapo, Michel Gohou, Nastou Traoré, Wabehi Amélie, Decothey, Thérèse Taba [7].
- 2008: Le secret d’Akissi avec Michel Bohiri, Michel Gohou, Gbazé Thérèse, Marie-Laure[8].
- 2008: Ma Famille avec Gbi De Fer, Guéhi Vèh, Jimmy Danger, Adrienne Koutouan, Martin Guédégba, Norbert Etranny, Jean Claude Sea, Brigitte Bleu, Loupita [7].
- 2016: Ma grande Famille, avec Michel Bohiri, Clémentine Papouet, Digbeu Cravate, Michel Gohou, Nafissatou Traoré, Thérèse Taba, Mouhamadou Diarra, Serge Constant Abessolo, ATT Junior, Ebenezer Kepombia, etc.[10].